# Exochus antis
Exochus antis là một loài tò vò trong họ Ichneumonidae.